# Silicon Valley International 2019
Die Silicon Valley International 2019 im Badminton fanden vom 17. bis zum 21. Juli 2019 in Newark statt.

## Sieger und Platzierte
| Disziplin    | Gold                         | Silber                       | Bronze                     |
| ------------ | ---------------------------- | ---------------------------- | -------------------------- |
| Herreneinzel | Sheng Xiaodong               | Lee Sang-ho                  | Mark Shelley Alcala        |
| Herreneinzel | Sheng Xiaodong               | Lee Sang-ho                  | Kai Schäfer                |
| Dameneinzel  | Natsuki Nidaira              | Mayu Sogo                    | Lee Byeol-lim              |
| Dameneinzel  | Natsuki Nidaira              | Mayu Sogo                    | Baek Su-min                |
| Herrendoppel | Jung Tae-in Kim Young-hyuk   | Kim Young-sun Shin Dong-beom | B. R. Sankeerth Tarun Kona |
| Herrendoppel | Jung Tae-in Kim Young-hyuk   | Kim Young-sun Shin Dong-beom | Lee Hyun-deok Lee Sang-ho  |
| Damendoppel  | Annie Xu Kerry Xu            | Breanna Chi Jennie Gai       | Lee Byeol-lim Baek Su-min  |
| Damendoppel  | Annie Xu Kerry Xu            | Breanna Chi Jennie Gai       | Emily Kan Katherine Tor    |
| Mixed        | Kim Young-hyuk Park Sang-eun | Jung Tae-in Lim Noh-yeon     | Lee Hyun-deok Baek Su-min  |
| Mixed        | Kim Young-hyuk Park Sang-eun | Jung Tae-in Lim Noh-yeon     | Lee Sang-ho Lee Byeol-lim  |